# Enquest
Enquest är ett oberoende prospekterings- och produktionsföretag för olja och gas. Verksamheten är inriktad på den brittiska kontinentalsockeln.
Företagets aktier ingår på huvudlistan på Londonbörsen och företaget hade en sekundärnotering på Stockholmsbörsen.
Företaget avnoterades från Stockholmsbörsen med sista handelsdag den 19 december 2023.